# Плоска (гора)
Пло́ска — гора в масиві Горгани (Українські Карпати). Розташована в межах Надвірнянського району Івано-Франківської області та Рахівського району Закарпатської області (лише південно-східні схили гори).
Висота 1352,6 м. Гора має форму витягнутого з південного сходу на північний захід хребта. Північно-східні, західні та південні схили дуже стрімкі. Вершина незаліснена; є кам'яні осипища.
На північний захід від гори розташоване село Бистриця, на південний схід — село Чорна Тиса. До Другої світової війни через вершину проходив польсько-чехословацький кордон.

## Галерея

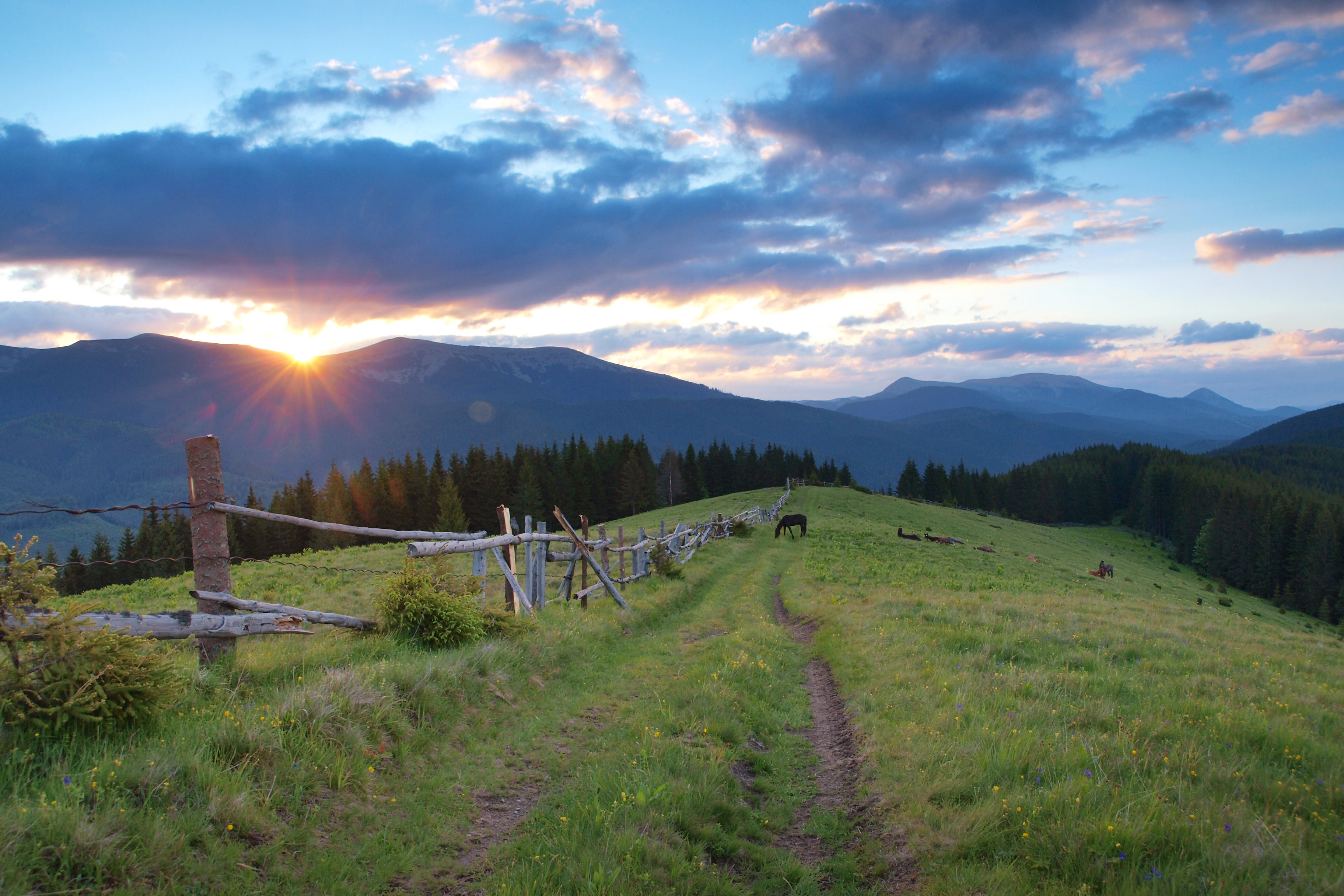
Вид з гори Плоска на хребет Довбушанка (зліва) та хребет Синяк (справа)
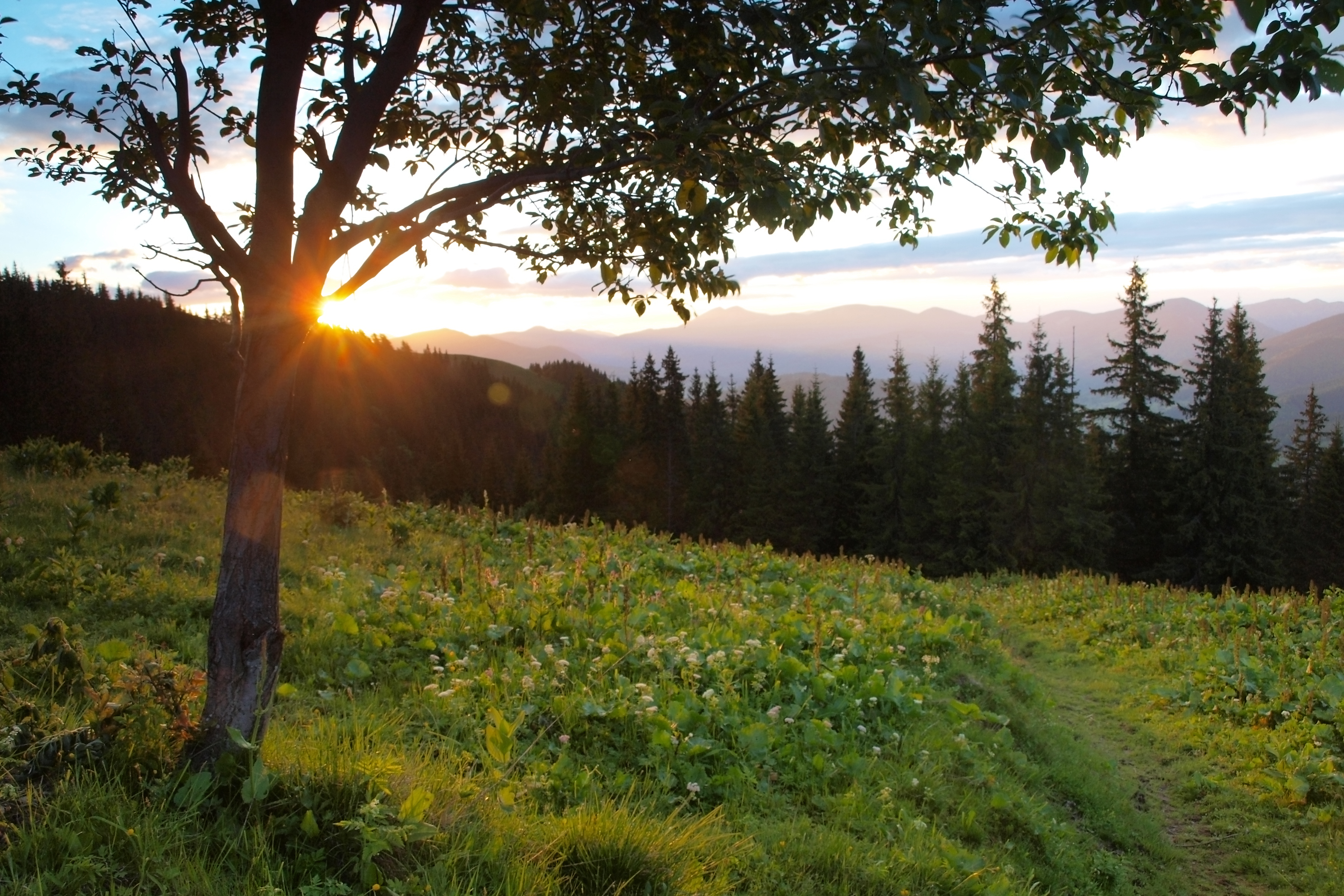
Вид на Сивулі
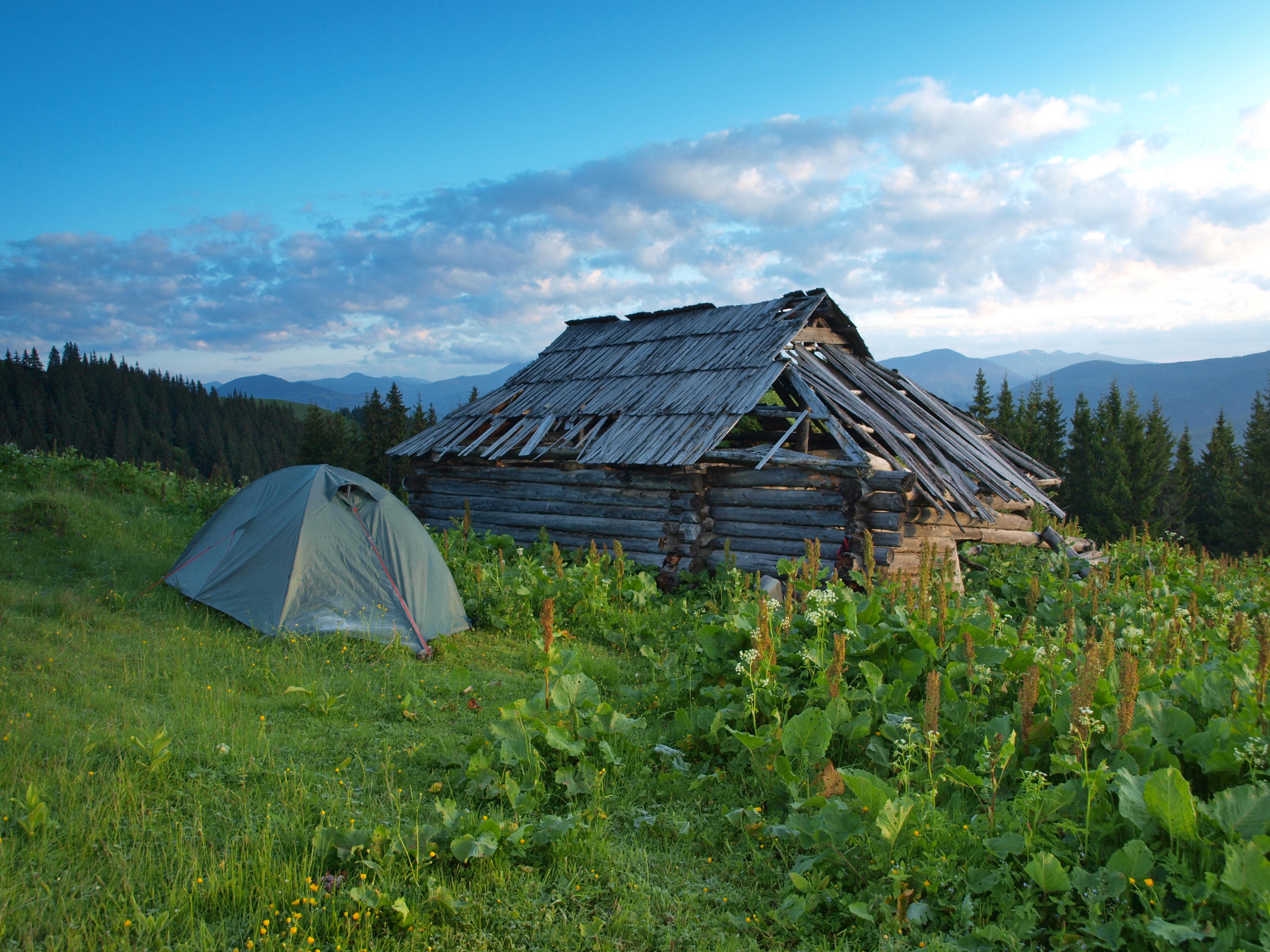
Стара колиба на горі Плоска
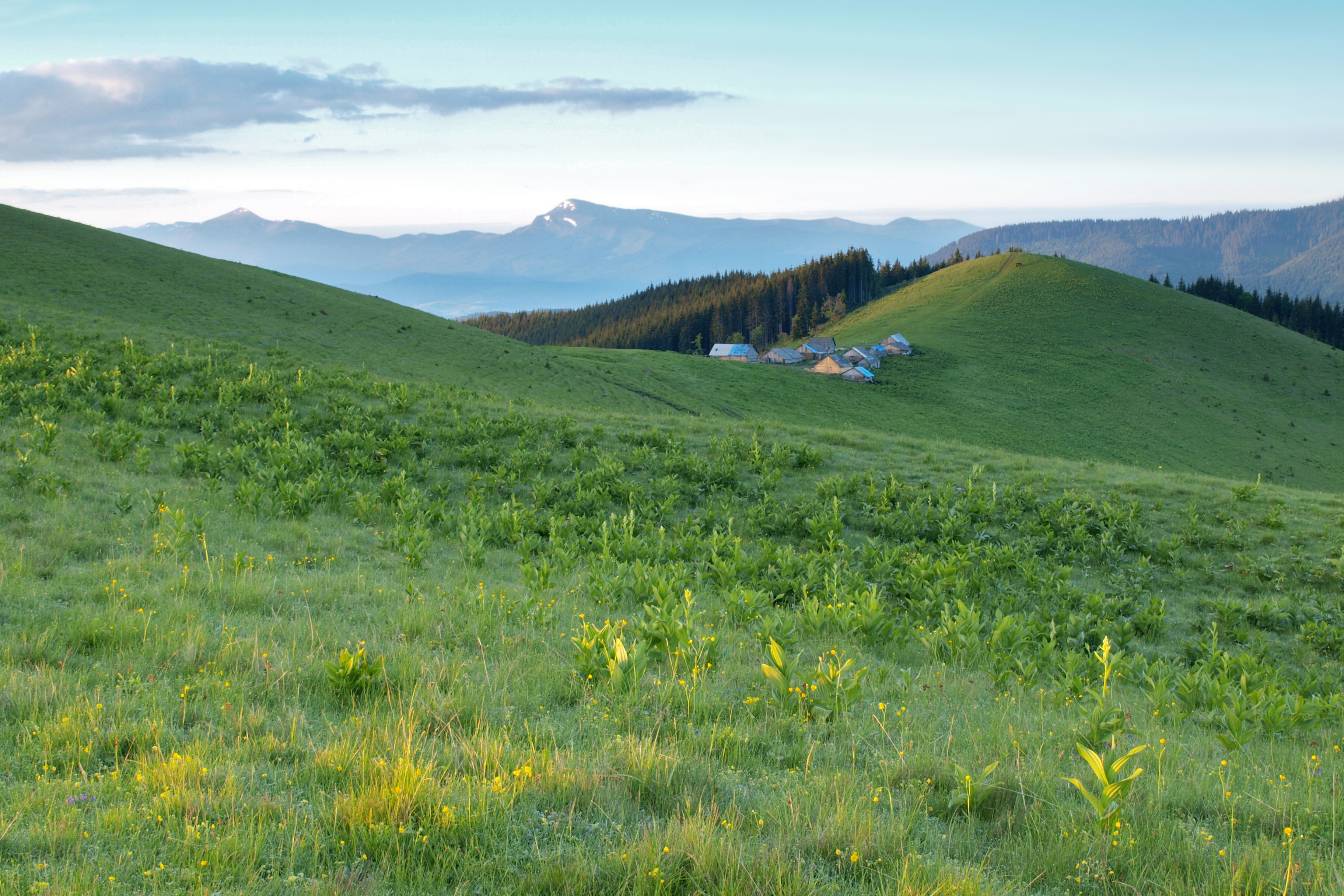
Вид на Петрос (справа) та Говерлу (зліва)